# Pinscher
För liknande hundraser, se Schnauzer och pinscher.
Pinscher (tidigare mellanpinscher) är en hundras från Tyskland. Rasen är urtypen för hundrastypen schnauzer och pinscher, kontinentens motsvarighet till Brittiska öarnas terrier. Historiskt var pinschern en gårdshund med uppgift att fånga råttor.

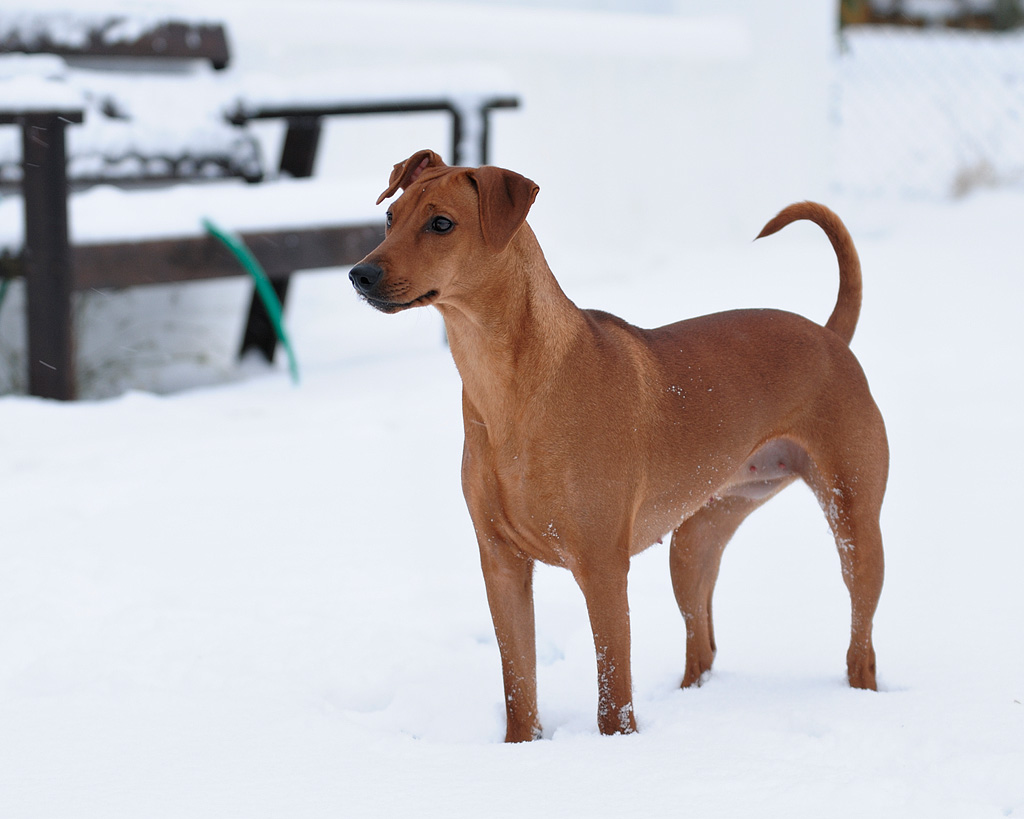
Rödbrun pinscher.

## Historia
Från början så kategoriserade man schnauzern och pinschern som varianter av samma ras. Båda finns avbildade sedan 1400-talet. Den släthåriga pinscherns användningsområde var främst som råttfångare i stallen samt att vakta gården från inkräktare.
Under andra världskriget höll rasen på att dö ut. Men tack vare några eldsjälar så kunde rasen räddas till eftervärlden. Finland var på 1960-talet det första nordiska land att importera pinscher och bara några år senare kom de första pinschrarna till Sverige. Idag registreras ett hundratal valpar varje år.

## Egenskaper
Flera grenar inom hundsport är lämpliga för en pinscher. Med sin smidighet, styrka och snabbhet är agility en gren som passar pinschern. Lydnad och spår passar också pinschern.

## Utseende
Hunden blir upp till 50 centimeter stor och når en vikt av omkring 18 kilo. Färgen är svart med röda markeringar eller helt rödbrun.